# Arraiján
Arraiján est un corregimiento et une ville du Panama située dans la province de Panama Ouest. Avant 2014, elle faisait partie de la province de Panama.
Sa population était de 41 041 habitants en 2010.